# Rachid Ben Ali
Rachid Ben Ali (Sarreguemines, 10 giugno 1982) è un lottatore francese, specializzato nella lotta libera.

## Biografia
È nato a Sarreguemines nel dipartimento della Mosella nella regione del Grande Est ed è stato ingaggiato dalla locale squadra di lotta l'AS Sarreguemines Lutte. È stato allenato dai francesi Eric Cirk, Gérard Santoro, Didier Favori e Alain Berger e dal bulgaro Ivan Cočev.
Negli anni duemila ha vinto quattro titoli nazionali nella lotta libera.
Agli europei di Riga 2003 si è classificato al diciassettesimo nel torneo dei 60 kg. Ai mondiali di New York 2003 è stato eliminato al primo turno, piazzandosi trentesimo nella stessa categoria di peso.
Nel 2004 ha tentato, senza successo, la qualificazione ai Giochi olimpici estivi di Atene 2004 nei tornei di qualificazione di Bratislava e Sofia, in cui si è piazzato rispettivamente tredicesimo e diciannovesimo.
Ha fatto parte della spedizione francese ai XV Giochi del Mediterraneo di Almería 2005, dove ha vinto la medaglia di bronzo nel torneo dei 74 kg.

## Palmarès
| Anno | Manifestazione          | Sede     | Evento | Risultato | Note |
| ---- | ----------------------- | -------- | ------ | --------- | ---- |
| 2002 | Europei junior          | Tirana   | 63 kg  | 22º       |      |
| 2003 | Europei                 | Riga     | 60 kg  | 17º       |      |
| 2003 | Mondiali                | New York | 60 kg  | 30º       |      |
| 2005 | Giochi del Mediterraneo | Almería  | 74 kg  | Bronzo    |      |

## Altre competizioni internazionali
2004
- 13º nei 60 kg nel Torneo di qualificazione olimpica ( Bratislava)
- 19º nei 60 kg nel Torneo di qualificazione olimpica ( Sofia)